# Курунегала (округ)
Курунегала (синг. කුරුණෑගල පරිපාලන දිස්ත්‍රික්කය, там. குருநாகல் மாவட்டம) — один из 25 округов Шри-Ланки. Входит в состав Северо-Западной провинции страны. Административный центр — город Курунегала. Площадь округа составляет 4816 км².
Население по данным переписи 2001 года составляет 1 460 215 человек. 91,85 % населения составляют сингальцы; 6,47 % — ларакалла; 1,20 % — ланкийские тамилы; 0,20 % — индийские тамилы; 0,15 % — малайцы; 0,04 % — бюргеры и 0,08 % — другие этнические группы. 89,06 % населения исповедуют буддизм; 6,73 % — ислам; 3,27 % — христианство и 0,91 % — индуизм.